# دانشگاه هوارد
دانشگاه هَوارد (به انگلیسی: Howard University) یک دانشگاه تحقیقاتی خصوصی ویژه رنگین‌پوستان واقع در شهر واشینگتن دی‌سی پایتخت ایالات متحده آمریکا است که در سال ۱۸۶۷ میلادی بنیان‌گذاری شده‌است.